# Mirabella Eclano
Mirabella Eclano é uma comuna italiana da região da Campania, província de Avellino, com cerca de 8.303 habitantes. Estende-se por uma área de 33 km², tendo uma densidade populacional de 252 hab/km². Faz fronteira com Apice (BN), Bonito, Calvi (BN), Fontanarosa, Grottaminarda, Sant'Angelo all'Esca, Taurasi, Torre Le Nocelle, Venticano.

## Demografia
| Variação demográfica do município entre 1861 e 2011                               |
|                                                                                   |
| Fonte: Istituto Nazionale di Statistica (ISTAT) - Elaboração gráfica da Wikipedia |